# شب‌بوی سقطرا
شب‌بوی سُقُطرا (نام علمی: Nesocrambe socotrana) نام یک گونه از خانواده شب‌بویان است.